# De vlinder tilt de kat op
De vlinder tilt de kat op is een Nederlandse film uit 1994 van Willeke van Ammelrooy. Het is gebaseerd op een scenario van Carel Donck en Sander Vos. De film heeft als internationale titels The Butterfly Lifts the cat up of The Butterfly makes the cat fall over.

## Verhaal
David Storm hoorde 10 jaar geleden dat hij MS heeft. Om deze reden verlaat hij zijn vriendin Linda, zonder de reden aan haar te vertellen . Nu woont hij alleen en alleen zijn broer Anton heeft veel contact met hem. David heeft alle tijd van de wereld om te zwelgen in zelfmedelijden. Tot de dag dat Linda plotseling weer verschijnt om hem te vertellen dat hij een zoon heeft, Robert. Toen David nog een klimmer in de Himalaya was, leerde hij van Sherpa's het gezegde “De berg is hard, maar de vlinder tipt de kat”. Met andere woorden: iets dat moeilijk lijkt, hoeft niet altijd moeilijk te zijn. David begint dit gezegde te begrijpen met de terugkeer van Linda en de gevolgen van zijn nieuw gevonden vaderschap.

## Rolverdeling
| Acteur            | Personage        |
| ----------------- | ---------------- |
| Arjan Kindermans  | David            |
| Marjolein Beumer  | Linda            |
| Rik Launspach     | Anton            |
| Karla Wieringa    | Marjan           |
| Joost van Hezik   | Robert           |
| Jules Croiset     | huisarts         |
| Duco Luitse       | Alexander        |
| Josée Ruiter      | wijkverpleegster |
| Marnix Kappers    | zanger           |
| Hugo Vanex        | pianist          |
| Yolanda Zwartjes  | barvrouw         |
| Eugene Reisser    | zwerver          |
| Peter Vos         | zwerver          |
| Paul van der Plas | bouwvakker       |
| Dennis Overweg    | bouwvakker       |